# Coccymys shawmayeri
Coccymys shawmayeri és una espècie de mamífer rosegador de la família dels múrids. És endèmic de Papua Nova Guinea, on viu a altituds d'entre 1.587 i 3.500 msnm. Es tracta d'un animal nocturn i arborícola. Els seus hàbitats naturals són els boscos montans i els herbassars alpins. És una espècie en risc mínim, és a dir, no sembla que hi hagi cap amenaça significativa per a la seva supervivència. Aquest tàxon fou anomenat en honor del col·leccionista australià Fred Shaw Mayer.